# Voestalpine Stadion
Das voestalpine Stadion ist ein Fußballstadion in der österreichischen Gemeinde Pasching im Bundesland Oberösterreich. Die Anlage steht im Eigentum der Gemeinde Pasching, die es seit 2017 an den Fußballverein LASK verpachtet. Das Voestalpine Stadion bietet Platz für insgesamt 6087 Zuschauer. Derzeit nutzen die LASK Amateure OÖ (Regionalliga Mitte) und die Frauen des LASK (OÖ Liga Frauen) das frühere Waldstadion.

## Geschichte
Das Voestalpine Stadion war die Heimspielstätte des LASK. Zuvor war es der Austragungsort des Vorgängers des FC Juniors OÖ, ASKÖ Pasching. Die Anlage wurde am 27. Mai 1990 eröffnet und erlebte sämtliche Aufstiege des Vorgängervereins mit. Erst nach dem Aufstieg in die Bundesliga wurden feste Tribünen installiert, vorher wurden temporäre Ränge verwendet. Seit 2002 besitzt das Stadion eine Flutlichtanlage, die 650 Lux Beleuchtungsstärke bietet. Es verfügt über eine thermische Solaranlage, die zur Erzeugung von Warmwasser verwendet wird.
Im damaligen Waldstadion spielte der ASKÖ Pasching als FC Superfund u. a. gegen Werder Bremen, den FC Schalke 04, AS Livorno und Zenit Sankt Petersburg. Außerdem fand dort 2002 ein Länderspiel der österreichischen U-21-Fußballnationalmannschaft gegen die Niederlande statt.
Am 26. August 2006 kam es aufgrund einer Fehlkonstruktion auf der Stehplatztribüne beinahe zu einem Zwischenfall. Zwei tragende Bolzen der Südtribüne rissen während eines Spiels ab und die Stehplätze des Sektor 18 sackten um 15 cm ab. Der Schaden wurde bemerkt und es kam zu keinem Einsturz der Tribüne. Seit dem Verkauf der Bundesliga-Lizenz des ASKÖ Pasching nach Kärnten spielte der neu gegründete Verein FC Pasching im Waldstadion, der 2008/09 den Aufstieg in die Regionalliga Mitte schaffte.
Drei Gruppenspiele und ein Halbfinale der U-19-Fußball-Europameisterschaft 2007 fanden im Stadion von Pasching statt. Im Sommer 2011 fanden Spiele der Faustball-Weltmeisterschaft der Männer inklusive des Finales im Waldstadion statt.
Zur Saison 2016/17 wurde das Waldstadion die neue Heimspielstätte des LASK. Dafür wurde es umgebaut. Ebenso wurde die Geschäftsstelle des Vereins in das Waldstadion verlegt. Im Februar 2017 wurde das Stadion schließlich vom LASK gepachtet, wo der Verein bis 2022 professionell spielen darf.
Anfang Juli 2019 gab der LASK auf einer Pressekonferenz bekannt, dass der Verein 2022 in das Linzer Stadion zurückkehren werde. Die Gugl sollte bis dahin in ein Fußballstadion ohne Leichtathletikanlage umgebaut werden. Der geplante Bau eines neuen Stadions war damit vom Tisch.
Nach dem Umbau des Linzer Stadions in die Raiffeisen Arena trägt der LASK seit dem 24. Februar 2023 seine Heimspiele wieder in Linz aus.

## Name
Im Mai 2017 wurde das Logistikunternehmen TGW Logistics Group Namenssponsor des Waldstadions, die von da an offiziell TGW Arena hieß. Mitte Juli 2019 wurde die Raiffeisenlandesbank Oberösterreich Namenssponsor bis zum Auszug des LASK 2023, sodass die TGW Arena fortan offiziell Raiffeisen Arena hieß. Am 14. März 2023 wurde der Linzer Stahl- und Technologiekonzern voestalpine AG neuer Namensgeber des Stadions und der LASK Akademie OÖ. Sie trägt den Namen LASK Performance Academy powered by voestalpine.

## Galerie

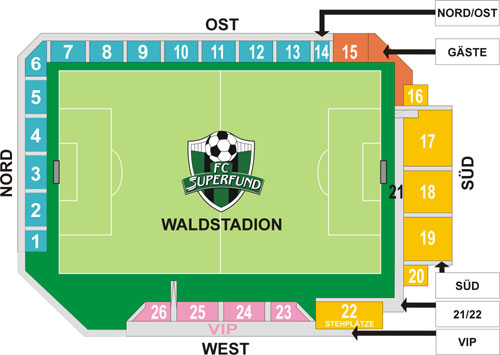
Tribünenplan
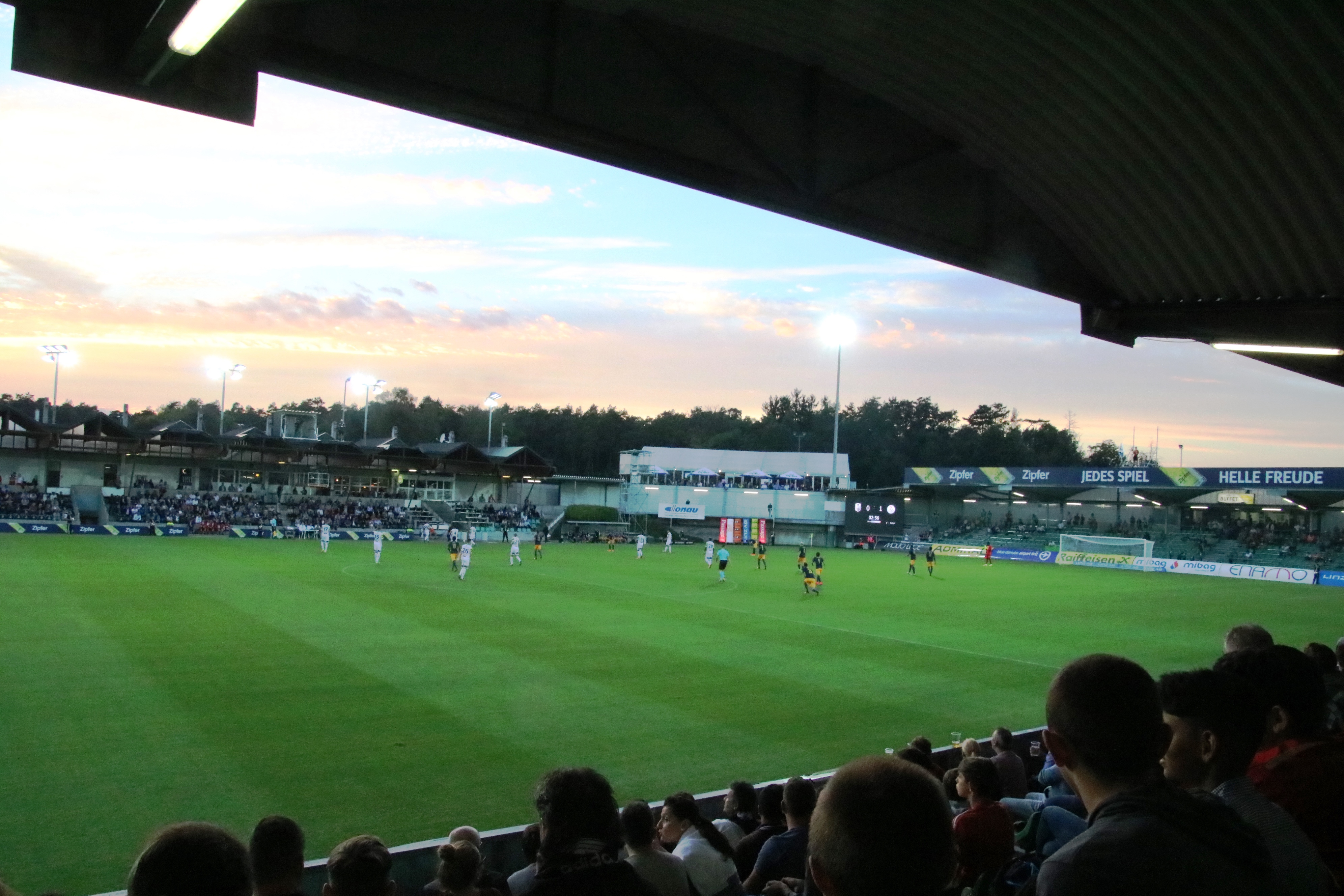
Spiel der 2. Liga 2016/17 am 30. September 2016 zwischen dem LASK und dem FC Liefering